# آرتاشس بابایان
آرتاشس مناتساکانی بابایان (ارمنی: Արտաշես Մնացականի Բաբայան؛ زاده ۲۵ اکتبر ۱۹۲۳ - درگذشته ۲۹ دسامبر ۲۰۰۹) نمایش‌نامه‌نویس، چهره تئاتری و مترجم اهل ارمنستان بود.

## زندگی‌نامه
وی در ۲۵ اکتبر ۱۹۲۳ در ساروخان در به دنیا آمد و از انستیتو دولتی هنری و نمایشی ایروان (۱۹۵۱) فارغ‌التحصیل گشت. دوران کودکی او همزمان با تحولات اجتماعی و فرهنگی گسترده‌ای در ارمنستان شوروی بود که تأثیر عمیقی بر شکل‌گیری دیدگاه‌های هنری او گذاشت.  وی عضو اتحادیه نویسندگان شوروی بود و در تئاتر کمدی موزیکال پارونیان و اتحادیه هنرمندان تئاتری ارمنستان فعالیت می‌کرد. وی همچنین برنده جوایزی همچون چهره هنری شایسته ارمنستان شوروی شد. وی در ۲۹ دسامبر ۲۰۰۹ در سن ۸۶ سالگی در ایروان درگذشت.
بابایان  نقش‌های متعددی را در تاتر ایفا کرد و با کارگردانان و بازیگران برجسته‌ای همکاری نمود.  نمایش‌نامه‌های او اغلب به مسائل اجتماعی و فرهنگی زمان خود می‌پرداختند و با استقبال مخاطبان روبه‌رو می‌شدند. 